# Simon Lemaire
Pour les articles homonymes, voir Lemaire.
Simon Lemaire, mort le 20 juin 1360, est un prélat français du XIVe siècle.

## Biographie
Simon Lemaire est abbé de  Marmoutiers et est nommé évêque de Dol en 1353. Il visite le tombeau des apôtres le 25 février 1355, suivant le registre du pape Innocent VI.
Il est transféré au diocèse de Chartres en 1357, paye les droits de la chambre apostolique le 27 juin de la même année pour l'église de Dol, étant sur le siège de Chartres. Après avoir gouverné pendant trois ans cette dernière église, il meurt le 20 juin 1360, et est inhumé à Marmoutier.